# Liochthonius alius
Liochthonius alius är en kvalsterart som beskrevs av Chinone 1978. Liochthonius alius ingår i släktet Liochthonius och familjen Brachychthoniidae. Inga underarter finns listade i Catalogue of Life.